# Buazo
Buazo (llamada oficialmente Santa María de Buazo) es una parroquia española del municipio de Boimorto, en la provincia de La Coruña, Galicia. 

## Entidades de población
Entidades de población que forman parte de la parroquia:
- Aquelavila
- Cabana (A Cabana)
- Froxá
- Sobreira (A Sobreira)
- Souto (O Souto)
- Cotelo (O Cotelo)
- Teijide (Teixide)

## Demografía
| Gráfica de evolución demográfica de Buazo entre 2000 y 2018 |
|                                                             |
| Datos según el nomenclátor publicado por el INE.            |